# Norman Dewis

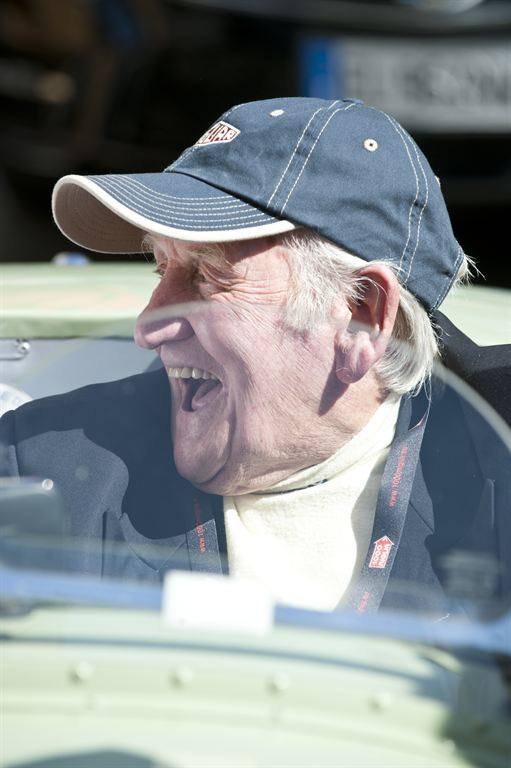
Norman Dewis bei der Mille Miglia 2012

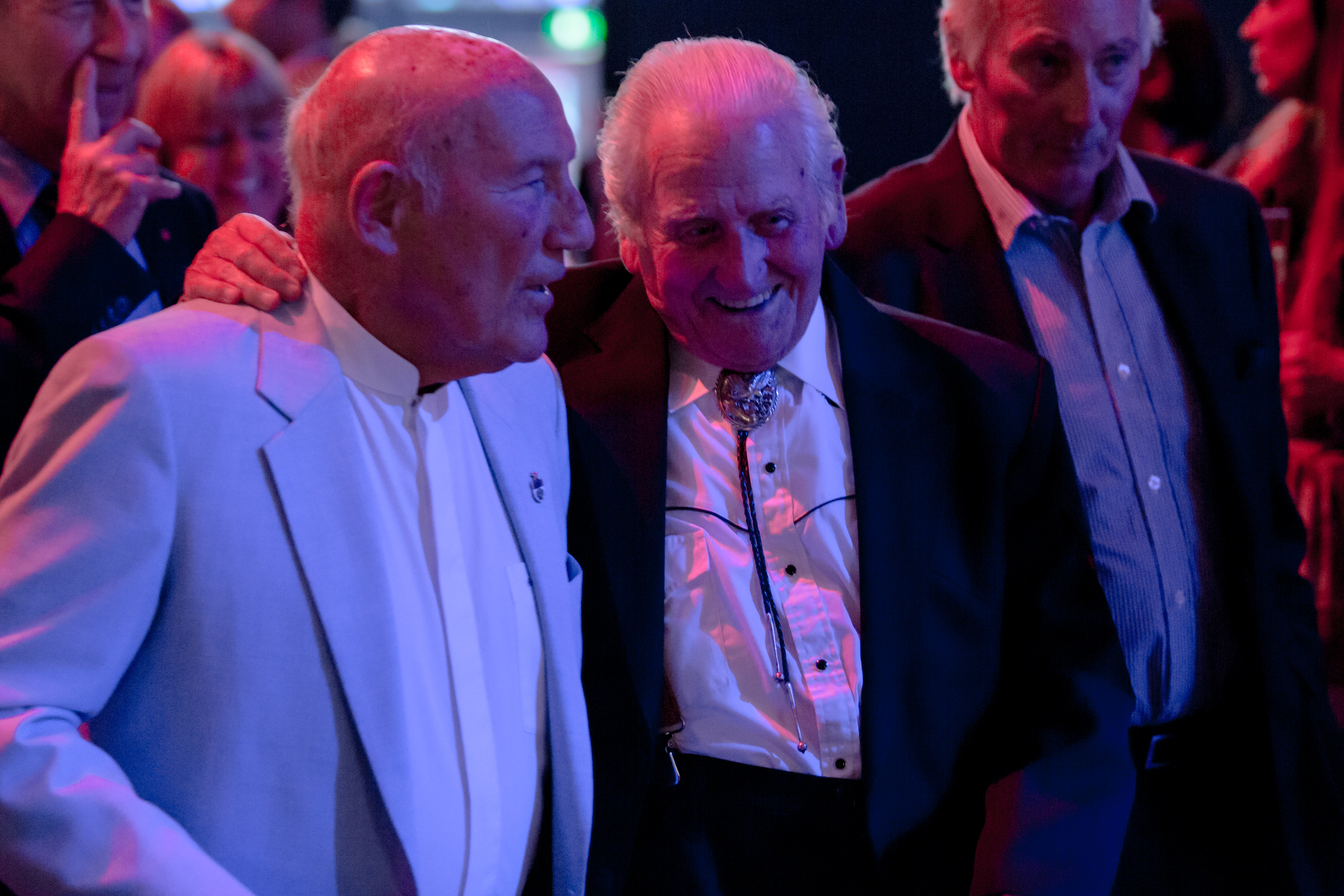
Sir Stirling Moss und Norman Dewis 2014 bei der Weltpremiere des neuen Jaguar XE

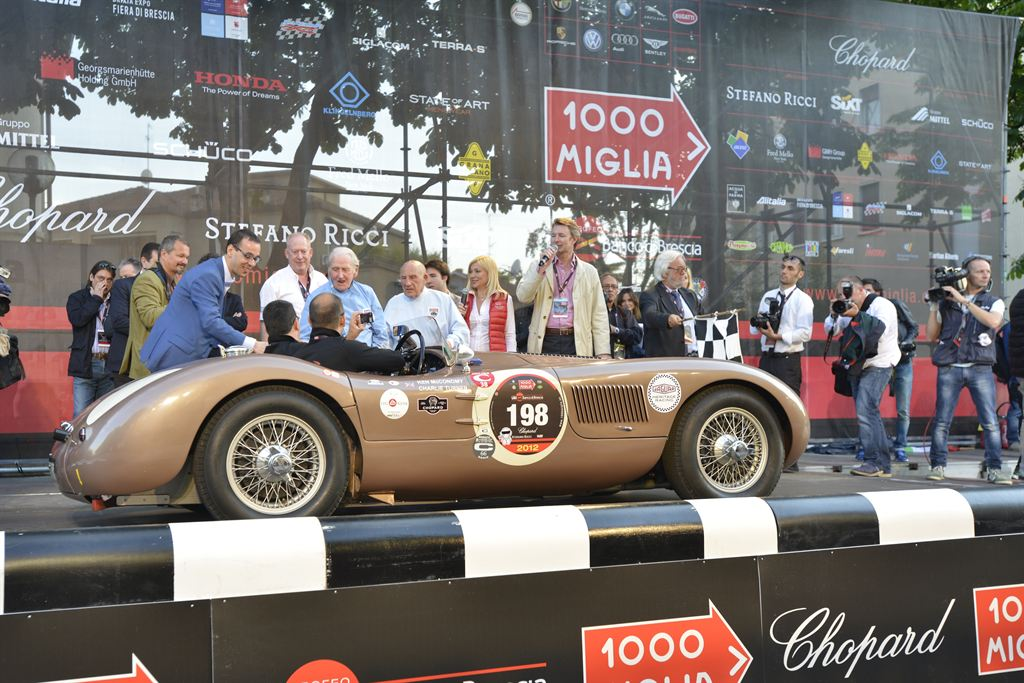
Der Jaguar C-Type zurück bei der Mille Miglia. Stirling Moss und Norman Dewis pilotierten den ersten Scheibenbremsen-Sportwagen bei der Mille Miglia 1952 bis zum Ausfall wegen Lenkungsdefekts

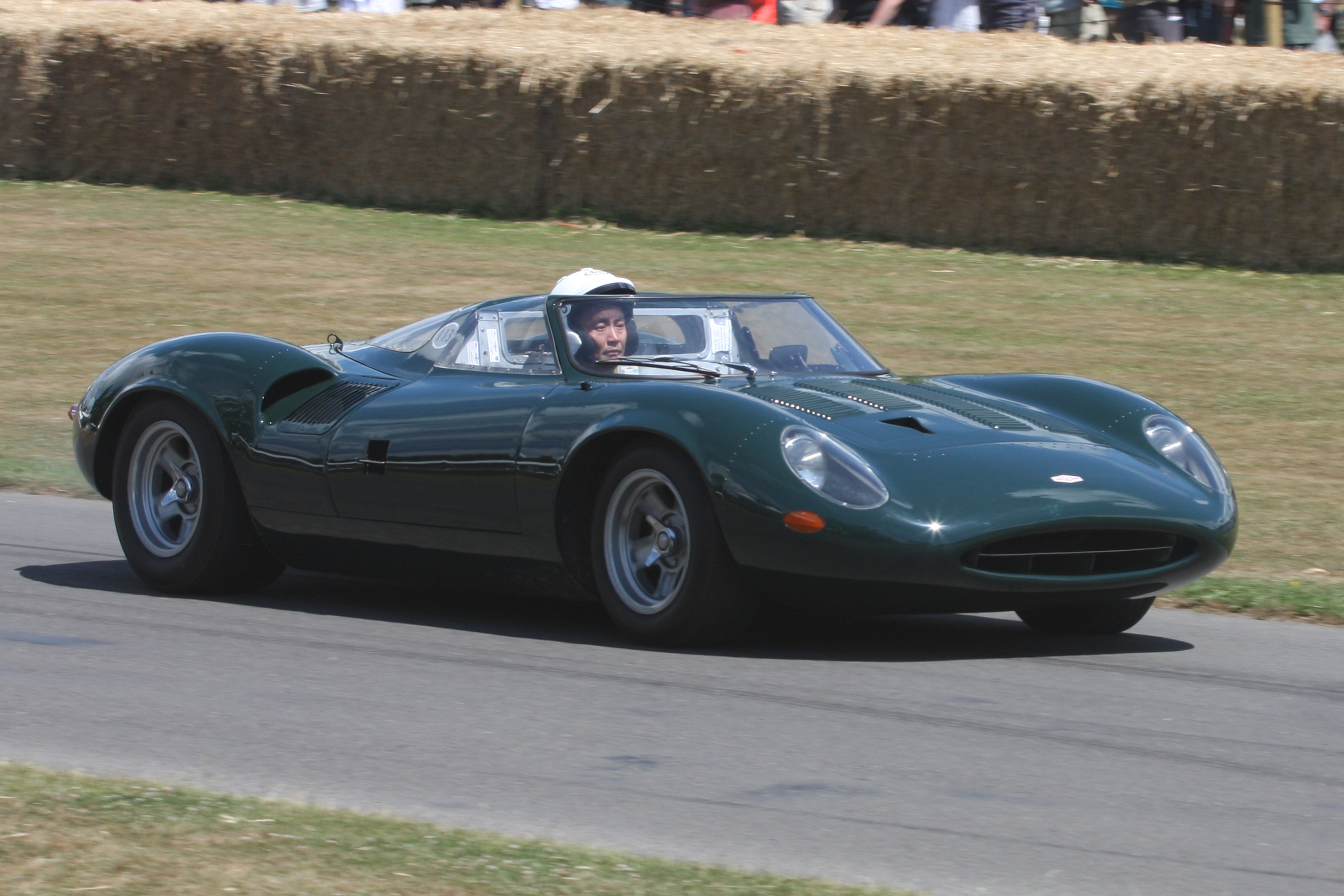
Der von Dewis bei einem Unfall zerstörte und später wieder aufgebaute Jaguar XJ 13 beim Goodwood Festival of Speed 2009

Norman Dewis, OBE (* 3. August 1920 in Coventry; † 8. Juni 2019 in Church Stretton) war ein britischer Autorennfahrer und Testfahrer bei Jaguar Cars.

## Testfahrer bei Jaguar
Norman Dewis war 33 Jahre lang Cheftester und Entwickler – Chief Test Development Engineer – bei Jaguar Cars. Als er 1985 in den Ruhestand trat, galt er als Großbritanniens erfolgreichster Testfahrer.
Im Zweiten Weltkrieg diente Dewis als Bordschütze bei der Royal Air Force und arbeitete nach dem Ende des Krieges als Testfahrer bei Lea-Francis, 1952 kam er zu Jaguar und übernahm dort sehr schnell die Testarbeit an den Renn- und Straßenmodellen des Fahrzeugherstellers. Eine der ersten Aufgaben war die Testarbeit am C-Type. Bei der Mille Miglia 1952 wurden die neuen Scheibenbremsen erstmals unter Rennbedingungen getestet. Dewis war dabei Beifahrer von Stirling Moss. Nach einigen Problemen bei der technischen Abnahme, wo die Offiziellen das neue Bremssystem zuerst nicht abnehmen wollten, fiel der Wagen nach einem Lenkungsdefekt aus. Der Test war aber so erfolgreich, dass alle Jaguar-Rennwagen mit Scheibenbremsen ausgestattet wurden.
Die erste Straßenwagen-Entwicklung, an der Dewis maßgeblich beteiligt war, war 1954 der XK 140; die letzte der 1986 vorgestellte XJ40: Dazwischen lagen 1,6 Millionen Testkilometer mit Geschwindigkeiten über 160 km/h. Am 25. Oktober 1953 stellte er auf einem abgesperrten Autobahnteilstück nahe der belgischen Stadt Jabbeke einen Geschwindigkeitsrekord für seriennahe Fahrzeuge auf. Mit einem aerodynamisch und technisch angepassten Jaguar XK 120 erzielte er eine Geschwindigkeit von 172,412 mph (277,41 km/h).
Bei den Trainingsfahrten zum 24-Stunden-Rennen von Le Mans 1955 beschleunigte er einen Jaguar D-Type bis zum Äußersten. Um Karl Kling im Mercedes-Benz 300 SLR überholen zu können, war er am Ende der Ligne Droite des Hunaudières 309 km/h schnell. Der ebenfalls beim Training anwesende Mike Hawthorn erklärte seinem erstaunten Teammanager Lofty England: „Warum bin ich hier? Wenn Norman mit dem Auto zufrieden ist, bin ich es auch.“
Als beim Genfer Auto-Salon 1961 der Jaguar E-Type Weltpremiere hatte, fehlte dort ein weiteres Ausstellungsfahrzeug. Dewis fuhr um 19:45 Uhr in Coventry los und kam am nächsten Tag 20 Minuten vor Ausstellungseröffnung – die um 10 Uhr war – in Genf an. Nebel in Frankreich habe ihn aufgehalten, sonst wäre er längst da, war seine Erklärung gegenüber den verdutzten Jaguar-Kollegen, die seine Ankunft für den Nachmittag erwartet hatten.
Im Februar 2015 wurde er von Elisabeth II. mit dem Order of the British Empire geehrt.

## Der Unfall mit dem XJ 13
Norman Dewis überlebte zwei Unfälle nahezu unverletzt. Besonders dramatisch war der zweite. Bei der Vorstellung des Jaguar E-Type mit V12-Motor und obenliegender Nockenwelle sollte es auch Filmaufnahmen des einzigen Fahrgestells des Jaguar XJ 13 geben. Am 20. Januar 1971 platzte bei den Filmaufnahmen auf dem Versuchsgelände bei Nuneaton bei rund 220 km/h ein Hinterreifen. Entgegen den Anweisungen von Lofty England, mit dem Wagen nicht zu schnell zu fahren, bewegte Dewis den von Malcolm Sayer entwickelten Sportwagen mit Höchstgeschwindigkeit.
Der Wagen überschlug sich mehrfach und wurde zum Totalschaden. Dewis konnte sich weitgehend unverletzt aus dem Fahrzeug befreien. Nachdem Lofty England den Firmengründer Sir William Lyons an der Unternehmensspitze abgelöst hatte, ließ er den XJ 13 zwei Jahre später wieder herrichten. Glücklicherweise existierten die Holzformen noch, mit denen die Karosserieteile gefertigt worden waren, sodass sie originalgetreu nachgebaut werden konnten. Anders war es bei den Rädern – beim Unfall wurden zwei völlig zerstört, und die verwendete Gussform war nicht mehr vorhanden. Daher wurden andere, breitere Räder montiert.

## Sportwagenrennen
Neben der Testtätigkeit bestritt Dewis auch einige Sportwagenrennen. Nach der erwähnten Mille Miglia 1952 war er 1955 in Le Mans als Fahrer engagiert. Teamkollege war Don Beauman, der mit dem D-Type im Rennen verunfallte. Das 9-Stunden-Rennen von Goodwood 1955 beendete er als Gesamtfünfter.

## Statistik

### Le-Mans-Ergebnisse
| Jahr | Team             | Fahrzeug      | Teamkollege | Platzierung | Ausfallgrund |
| ---- | ---------------- | ------------- | ----------- | ----------- | ------------ |
| 1955 | Jaguar Cars Ltd. | Jaguar D-Type | Don Beauman | Ausfall     | Unfall       |

### Einzelergebnisse in der Sportwagen-Weltmeisterschaft
| Saison | Team   | Rennwagen     | 1   | 2   | 3   | 4   | 5   | 6   |
| ------ | ------ | ------------- | --- | --- | --- | --- | --- | --- |
| 1955   | Jaguar | Jaguar D-Type | BUA | SEB | MIM | LEM | RTT | TAR |
| 1955   | Jaguar | Jaguar D-Type | DNF |     |     |     |     |     |